# Могилево (Дедовичский район)
Могилево — деревня в Дедовичском районе Псковской области России. Входит в состав Шелонской волости.
Расположена на северо-востоке района, в 15 км к северо-востоку от районного центра Дедовичи и в 4 км от деревни Крутец.

## Население
| 2001 | 2002 | 2010 |
| ---- | ---- | ---- |
| 55   | ↗63  | ↘31  |

Численность населения деревни по оценке на начало 2001 года составляла 55 человек.

## История
До июня 2010 года деревня входила в состав Крутецкой волости, упразднённой в пользу Дубишенской волости. С июля 2010 года до апреля 2015 года деревня была в составе Дубишенской волости, влитой затем в состав Шелонской волости.